# Place Bérault
La place Bérault est une voie de communication de Vincennes.

## Situation et accès

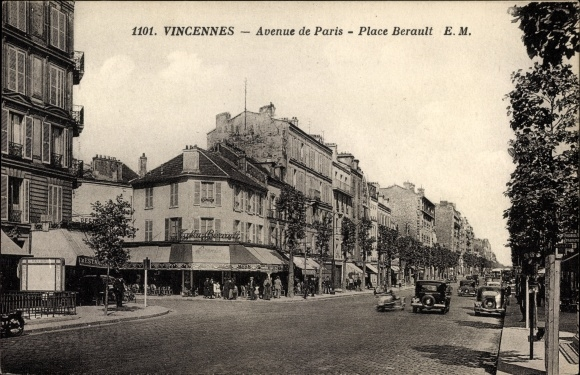
Place Bérault et avenue de Paris.

Y convergent l'avenue de Paris, la rue Victor-Basch, la rue Jean-Moulin et l'avenue de la République, ancienne rue Bérault.
Elle est desservie par la station de métro Bérault de la ligne 1 du métro de Paris.

## Origine du nom
Cette place porte le nom de Michel Bérault (1796-1871), d’une très vieille famille vincennoise, adjoint au maire de la ville. 

## Historique

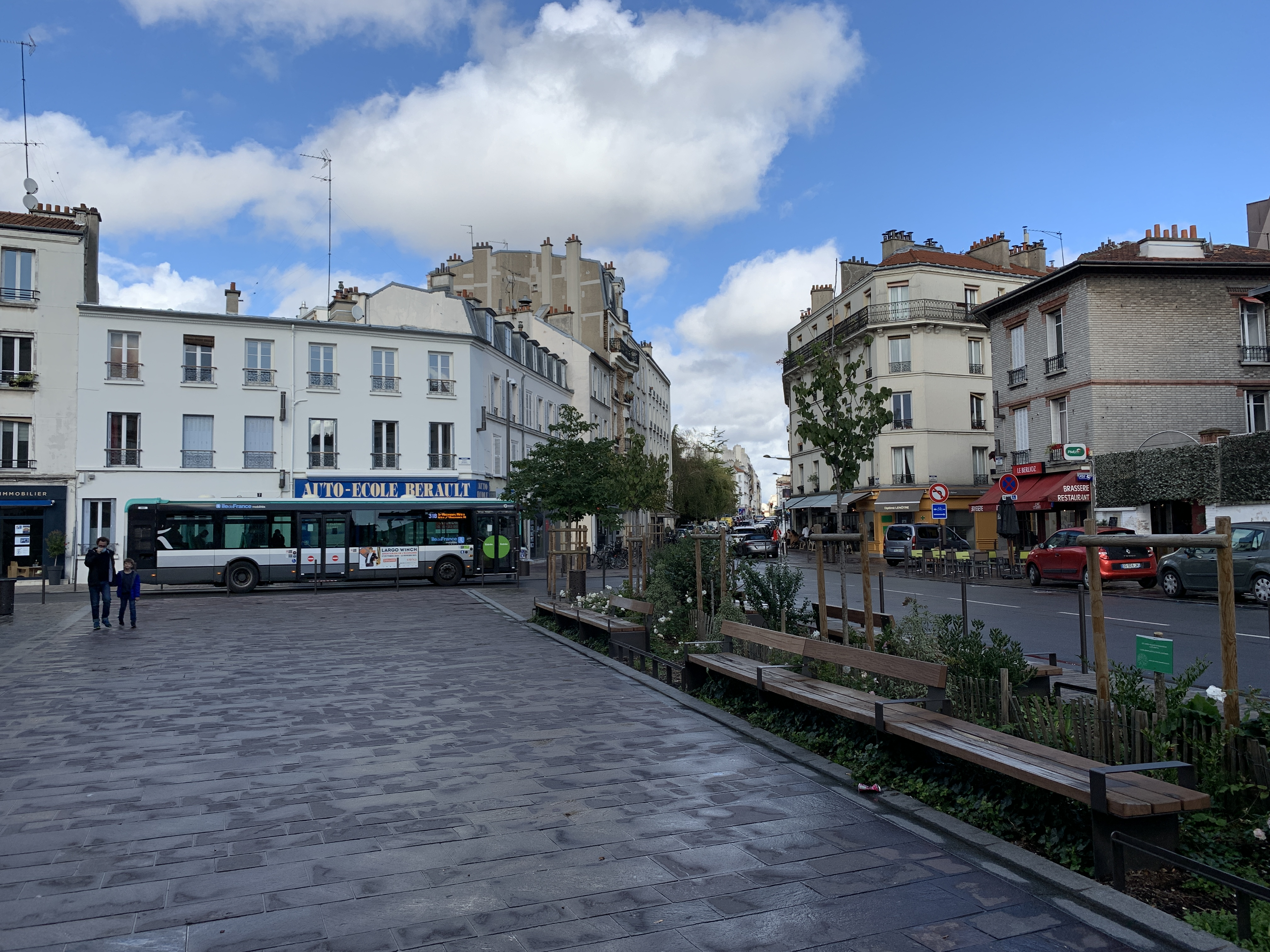
La place en octobre 2020.

Son nom actuel fut attribué par délibération du Conseil municipal de Vincennes le 23 novembre 1861.
Cette place a été complètement remodelée en 2019.